# Hasselø Plantage
Hasselø Plantage – miasto w Danii, w regionie Zelandia, w gminie Guldborgsund.